# Kruševo Brdo II (Travnik)
Pour les articles homonymes, voir Kruševo Brdo II.
Kruševo Brdo II (en cyrillique : Крушево Брдо II) est un village de Bosnie-Herzégovine. Il est situé dans la municipalité de Travnik, dans le canton de Bosnie centrale et dans la fédération de Bosnie-et-Herzégovine. Selon les premiers résultats du recensement bosnien de 2013, il ne compte aucun habitant.
Avant 1991, le village faisait partie de la localité de Kruševo Brdo ; depuis 1991, il est recensé comme une entité administrative à part entière. Avant la guerre de Bosnie-Herzégovine, le village faisait entièrement partie de la municipalité de Kotor Varoš ; après la guerre, son territoire a été partiellement rattaché à la municipalité de Travnik, intégrée à la fédération de Bosnie-et-Herzégovine.

## Démographie

### Évolution historique de la population dans la localité
| 1948 | 1953 | 1961 | 1971 | 1981 | 1991 | 2013 |
| ---- | ---- | ---- | ---- | ---- | ---- | ---- |
| -    | -    | -    | -    | -    | 399  | 0    |

|  |